# Honda Concerto

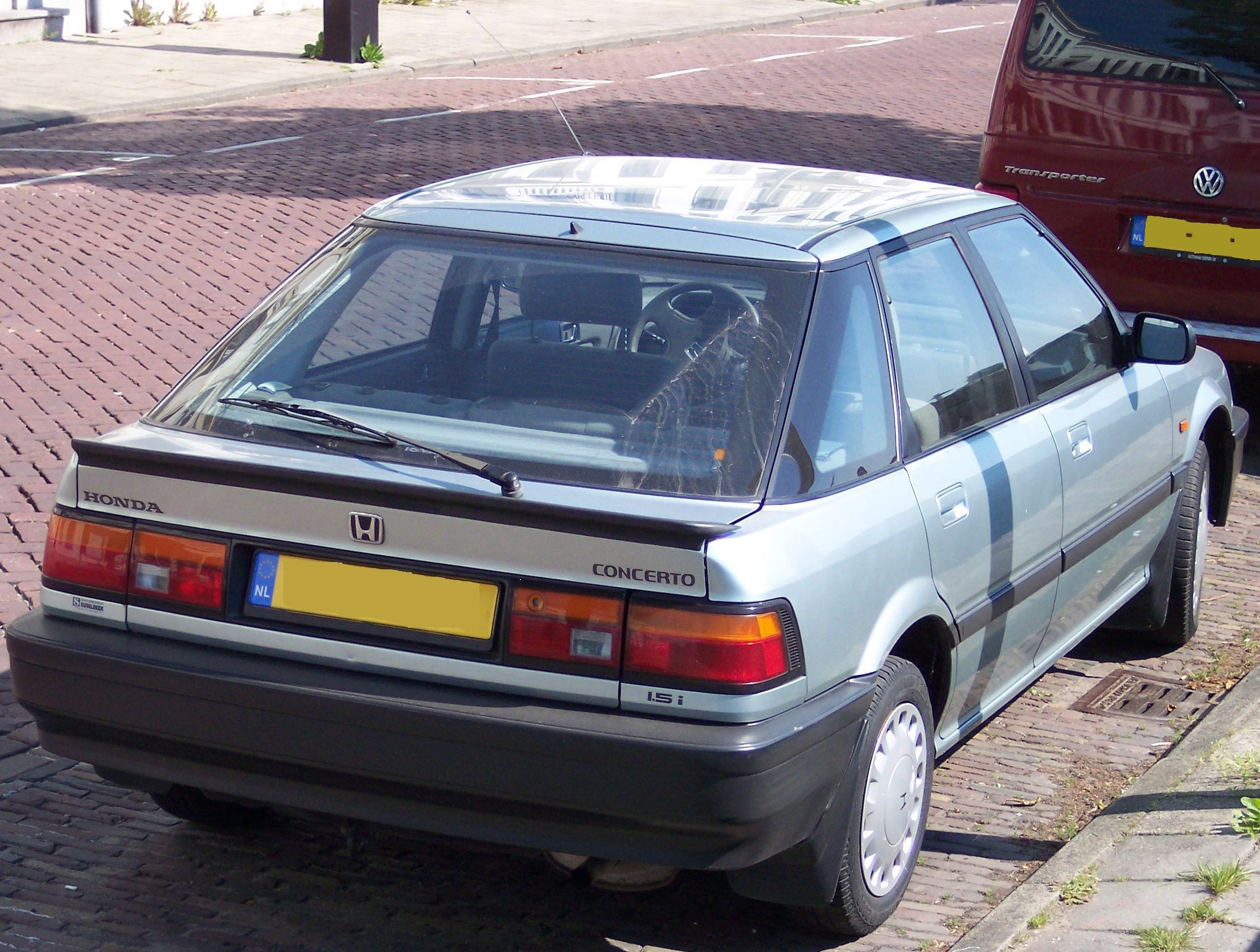
Vista posterior del Concerto hatchback.

El Honda Concerto es un automóvil de turismo del segmento C producido por la división británica del fabricante japonés Honda, desde el año 1988 hasta el año 1994. Compartía chasis con el Rover 200 y el Rover 400, dos modelos que fabricaba la marca británica Rover. El Concerto también fue fabricado y vendido en Japón. Honda dejó de fabricar el Concerto en el Reino Unido cuando Rover, la empresa asociada, fue adquirida por BMW en 1994. 

## Carrocería
El Concerto se vendía con carrocerías hatchback de dos volúmenes o sedán de tres volúmenes. En muchos países de Europa y en Australia, fue vendido solamente en versión hatchback de 5 puertas, como reemplazo para el Honda Integra liftback de 5 puertas. La producción de la versión sedán duró hasta 1994 en muchos países, especialmente en el Reino Unido, donde las ventas fueron más bajas en comparación con las del Rover serie 200 y el serie 400, que fue considerado el más lujoso de los dos vehículos.

## Equipamiento
En el interior, muchas versiones del Honda Concerto venían equipadas de serie con elementos tales como: aire acondicionado, elevalunas eléctricos, espejos retrovisores regulados electrónicamente y una alarma de faros encendidos. El Concerto también venía de serie con dirección asistida y apertura remota del maletero.

## Mecánica

### Motorizaciones
Los motores disponibles, de cuatro cilindros en línea, eran:
- 1.4 L (SOHC) con 88 CV DIN (65 kW)
- 1.5 L (SOHC DPI) con 90 CV DIN (66 kW)
- 1.6 L (SOHC MPI) con 115 CV DIN (85 kW)
- 1.6 L (DOHC MPI) con 130 CV DIN (96 kW)
- 1.6 L (DOHC) con 106 CV DIN (78 kW)
- 1.8 TD (turbodiésel), motor Peugeot, sólo vendido en Francia, Italia y Portugal, con 88 CV DIN (65 kW).

En Japón y otros países de Asia y Australasia, el Concerto también tenía disponible un motor SOHC de 1,6 L con doble carburador. Además de los motores con ocho válvulas, la gama Concerto también ofrecía motores que tenían dieciséis válvulas.

### Transmisión
Las cajas de cambios disponibles en el Concerto eran una manual de cinco velocidades, o una automática de cuatro velocidades.

### Suspensión
Las unidades del Concerto que se fabricaron en el Reino Unido, a diferencia de las que fueron producidas en Japón, tienen una suspensión delantera tipo MacPherson, mientras que las unidades fabricadas en Japón tienen una suspensión de doble horquilla.